# Orguener
|  | Aquest article tracta sobre l'artesà que fabrica orgues. Si cerqueu el músic que toca l'orgue, vegeu «organista». |

Un orguener és l'artesà especialista en orgueneria, sigui la construcció, l'afinació, la reparació, la restauració i la conservació d'orgues. Els orgueners solen treballar en tallers organitzats d'una manera força similar a la dels primitius gremis: amb un mestre que dirigeix el taller, un o més oficials i els aprenents.